# Marko Koščak
Marko Koščak je diplomiral na Univerzi v Mariboru, Fakulteti za gradbeništvo. Podiplomski magistrski in doktorski študij je opravil v Ljubljani, Birminghamu (UK), na Dunaju (Avstrija) in leta 1999 doktoriral na Filozofski fakulteti – Oddelku za geografijo z doktorsko disertacijo “Preobrazba slovenskega podeželja ob slovensko-hrvaški meji”. Od leta 1986 se je ukvarjal predvsem z razvojem podeželja v Sloveniji, ko se je začel vključevati v različne razvojne projekte na lokalni ravni. Kasenje je svoje aktivnosti nadaljeval tudi v širšem prostoru Evrope, še posebej na območju bivše skupne države. 
Od leta 1996 do 2009 deloval kot vodja projekta Po poteh dediščine Dolenjske in Bele krajine na Območni gospodarski zbornici v Novem mestu oziroma v okviru koordinacijskega odbora projekta. Ta je združeval 32 partnerjev javnega, zasebnega in nevladnega sektorja. Ves čas je bil tudi zunanji sodelavec Ministrstva za kmetijstvo, gozdarstvo in prehrano RS, kjer je sodeloval pri kreiranju in izvajanju strategije Celostnega razvoja podeželja in obnove vasi – CRPOV, kasneje tudi Razvojnih programov podeželja -  RPP ter pri uvajanju EU programa LEADER (danes CLLD). V letih 1999 – 2001 je bil zaposlen kot svetovalec vlade na oddelku za strukturno politiko in razvoj podeželja. Je ustanovni član mreže za razvoj slovenskega podeželja, ki je del evropske mreže “PREPARE” in do leta 2008 tudi član mednarodnega upravnega odbora te mreže. 
Od leta 2014 je predavatelj na različnih javnih in zasebnih akademskih institucijah v Sloveniji in tujini. Delovna področja njegovih aktivnosti so predvsem trajnostni razvoj lokalne skupnosti, razvoj trajnostnega in odgovornega turizma, vključno z ekoturizmom, destinacijski management, turistična geografija, dediščina v vlogi turistične ponudbe, razvoj turističnih proizvodov, regionalni razvoj in čezmejno sodelovanje.
Področja strokovnega delovanja:
- Razvoj podeželja
- Trajnostni in odgovorni turizem, turizem na podeželju, ekoturizem
- Poti dediščine (Razvoj produkta, presoja sprejemljivosti okolja,     vrednotenje dediščine in marketing, IT)
- Regionalni razvoj
- Čezmejno sodelovanje
- Gospodarska diversifikacija na podeželju
- Razvoj človeških virov in izobraževanje
- Strateško načrtovanje in trajnostni razvoj lokalnih skupnosti
- Projektno vrednotenje in evaluacija
- Projektno vodenje